# NGC 5314
NGC 5314 is een spiraalvormig sterrenstelsel in het sterrenbeeld Kleine Beer. Het hemelobject werd op 8 april 1886 ontdekt door de Amerikaanse astronoom Lewis A. Swift.

## Synoniemen
- MCG 12-13-9
- ZWG 336.17
- PGC 48810